# Ardisia barnesii
Ardisia barnesii är en viveväxtart som beskrevs av Ridley. Ardisia barnesii ingår i släktet Ardisia och familjen viveväxter. Inga underarter finns listade i Catalogue of Life.